# Joué-en-Charnie
Joué-en-Charnie település Franciaországban, Sarthe megyében. Lakosainak száma 597 fő (2022. január 1.). Joué-en-Charnie Chemiré-en-Charnie, Brûlon, Chassillé, Épineu-le-Chevreuil, Loué, Mareil-en-Champagne és Saint-Denis-d’Orques községekkel határos.

## Népesség
A település népességének változása:
| Lakosok száma | 635  | 646  | 654  | 654  | 643  | 629  | 614  | 607  | 597  |
|               | 2013 | 2015 | 2016 | 2017 | 2018 | 2019 | 2020 | 2021 | 2022 |